# Black Gives Way to Blue (песня)
«Black Gives Way to Blue»(англ. «Черный уступает место синему») — песня американской рок-группы Alice in Chains, последний трек из одноименного студийного альбома. Автором песни является гитарист и вокалист Джерри Кантрелл, а Элтон Джон играет на фортепиано. Песня является данью уважения покойному вокалисту группы Лейну Стейли, который умер в 2002 году. Кантрелл описал песню как прощание группы со Стейли. Фортепианный микс песни является бонус-треком на iTunes. Текст песни «Black Gives Way to Blue» был напечатан на пластине фирменной педали Cry Baby Wah-Wah Джерри Кантрелла.

## История записи
Песня «Black Gives Way to Blue» была написана гитаристом и вокалистом Alice in Chains Джерри Кантреллом и стала одной из первых песен, написанных им для одноименного альбома группы, после выхода их первого альбома с 1995 года с одноименным названием. Она также стала последней композицией, которую группа записала для альбома.
За несколько месяцев до написания песни Кантрелл страдал от необъяснимой болезни. Он рассказал Guitar World: «Я смертельно заболел. У меня были таинственные мигрени, невыносимая боль, и мне даже делали спинномозговую пункцию, чтобы разобраться, в чём дело. Но врачи не нашли ничего. Я чувствовал, что меня тошнило от всего этого непереваренного горя из-за потери Лейна». Как только Кантрелл начал писать эту песню и остальную часть альбома, его загадочная болезнь исчезла. Кантрелл рассказал Noisecreep, что в ночь записи трека группа «выплакала все глаза». Но он думал, что написание песни убьет его. «Я отправил её [песню] Шону Кинни, и тут же у меня начались эти чертовы мигрени, когда мне казалось, что мой мозг как будто отсоединился от черепа. Я страдал от этой загадочной болезни в течение примерно трех недель, когда я действительно думал, что умру. Я испытывал физическую боль до слез, и они [врачи] не могли найти во мне ничего плохого». Оглядываясь назад, Кантрелл сказал, что, по его мнению, это была боль от прощания со Стейли. «Я думаю, что на самом деле все свелось к тому, что у меня был огромный кусок горя, который я держал в себе долгое время. Я думаю, мы все так делали».
В 2009 году Кантрелл пригласил Элтона Джона к сотрудничеству с Alice in Chains, сыграв на фортепиано в песне «Black Gives Way to Blue», заглавной и завершающей композиции альбома. Участие Элтона Джона было неслучайным: первый концерт, который посетил Стейли, был концерт Элтона Джона, а первым альбомом Кантрелла был Elton John Greatest Hits (1974), подарок, который он получил от отца, когда ему было 10 лет.
Сотрудничество зародилось, когда Кантрелл подумал, что для трека не помешало бы немного фортепиано, поэтому его друг Болди, который раньше работал с Элтоном Джоном, предложил группе позвонить ему. В то время Джон записывался в студии, в которой работала группа, и Кантрелл отправил ему электронное письмо и кассету с демо-версией песни, объяснив, что это заглавный трек и «песня от всего сердца для Лейна» и спросил: «Не могли бы вы сыграть на клавишных, что бы вы ни захотели?». Неделю спустя Кантреллу  позвонил менеджер студии и сообщил, что Элтон Джон хочет поговорить с ним «прямо сейчас». Прослушав присланную демозапись, Джон был впечатлен ею и выразил свое согласии на участие в записи. Несколько недель спустя группа прилетела в Лас-Вегас, и Кантрелл наблюдал, как Джон добавляет фортепиано в песню, ставшую первым фортепианным треком группы. Джон также исполняет бэк-вокал в песне, который он записал в студии Лас-Вегаса 23 апреля 2009 года, когда он заканчивал свою резиденцию Red Piano.
Элтон Джон заявил, что он уже давно является большим поклонником Кантрелла и не смог устоять перед предложением сыграть на треке. В интервью Entertainment Weekly он сказал:
Я был несколько удивлен, что Alice in Chains попросили меня сделать что- нибудь. Я никогда не думал, что буду играть на пластинке Alice in Chains. Когда я услышал песню, мне очень захотелось ее исполнить. Мне понравилось, что она такая красивая и очень простая. У них была отличная идея того, что они хотели от меня, и все получилось замечательно.
В 2016 году Кантрелл в интервью для Metal Hammer признался, что ему все ещё тяжело слушать эту песню.

## Название песни
Когда 9-летняя дочь Криса Корнелла и Сьюзен Сильвер Лили спросила у матери: «Что означает „Black Gives Way to Blue“?», Сильвер предложила позвонить ей дяде Джерри [Кантреллу] и спросить его, и Кантрелл объяснил ей:
Иногда в жизни бывают очень темные и сложные времена, и может показаться, что лучше уже никогда не будет. Но если ты останешься сильной, будешь двигаться вперед и смотреть на горизонт, то начнешь видеть там маленькую точку света. И постепенно черный цвет уступит место голубому
1 декабря 2020 года Лили Корнелл Сильвер дебютировала в музыке, исполнив песню вместе с Крисом ДеГармо на церемонии вручения премии MoPOP Founders Award в честь Alice in Chains после вступления её матери.

## Критические отзывы
Кристиан Хоард из Rolling Stone описал песню, как «красивое затишье после бури».
Мэтт Мелис из Consequence of Sound назвал её «прекрасной и пронзительной данью уважения Стейли».
Майк Рагонья из HuffPost сказал о треке: «Этот трогательный заглавный трек убивает — фактически, разбивает сердце —и он говорит больше о процессе исцеления группы, чем оценка любого психиатра».
Пол Брэнниган из Metal Hammer поставил песню на 9 место в списке «10 лучших песен Alice in Chains» и охарактеризовал ее как «призрачный, горько-сладкий заглавный трек альбома».

## Концертные выступления
Песня была впервые исполнена вживую во время эксклюзивной вечеринки для фанатов и представителей прессы в театре Рикардо Монтальбана в Лос-Анджелесе 14 июля 2009 года. На бис на концерте Alice in Chains в Театре Мура в Сиэтле 24 сентября 2009 года Джерри Кантрелл сел на табурет и сыграл акустическую версию песни с пустым табуретом и микрофоном, установленным рядом с ним, пока группа была вне сцены.
Alice in Chains впервые исполнили песню на телевидении в британском телешоу «Later… with Jools Holland» 10 ноября 2009 года, с ведущим Джулсом Холландом на пианино.
Песня не исполнялась группой вживую с момента их концерта на Key Arena в Сиэтле 8 октября 2010 года. Джерри Кантрелл исполняет песню во время своих сольных концертов.

## Участники записи
- Джерри Кантрелл — ведущий вокал, гитара
- Элтон Джон— фортепиано, бэк-вокал
- Лиза Коулмен — вибрафон[28]